# Victor Gischler
Victor Gischler (...) è uno scrittore statunitense, autore di romanzi gialli hard boiled e sceneggiatore di fumetti per la Marvel Comics.

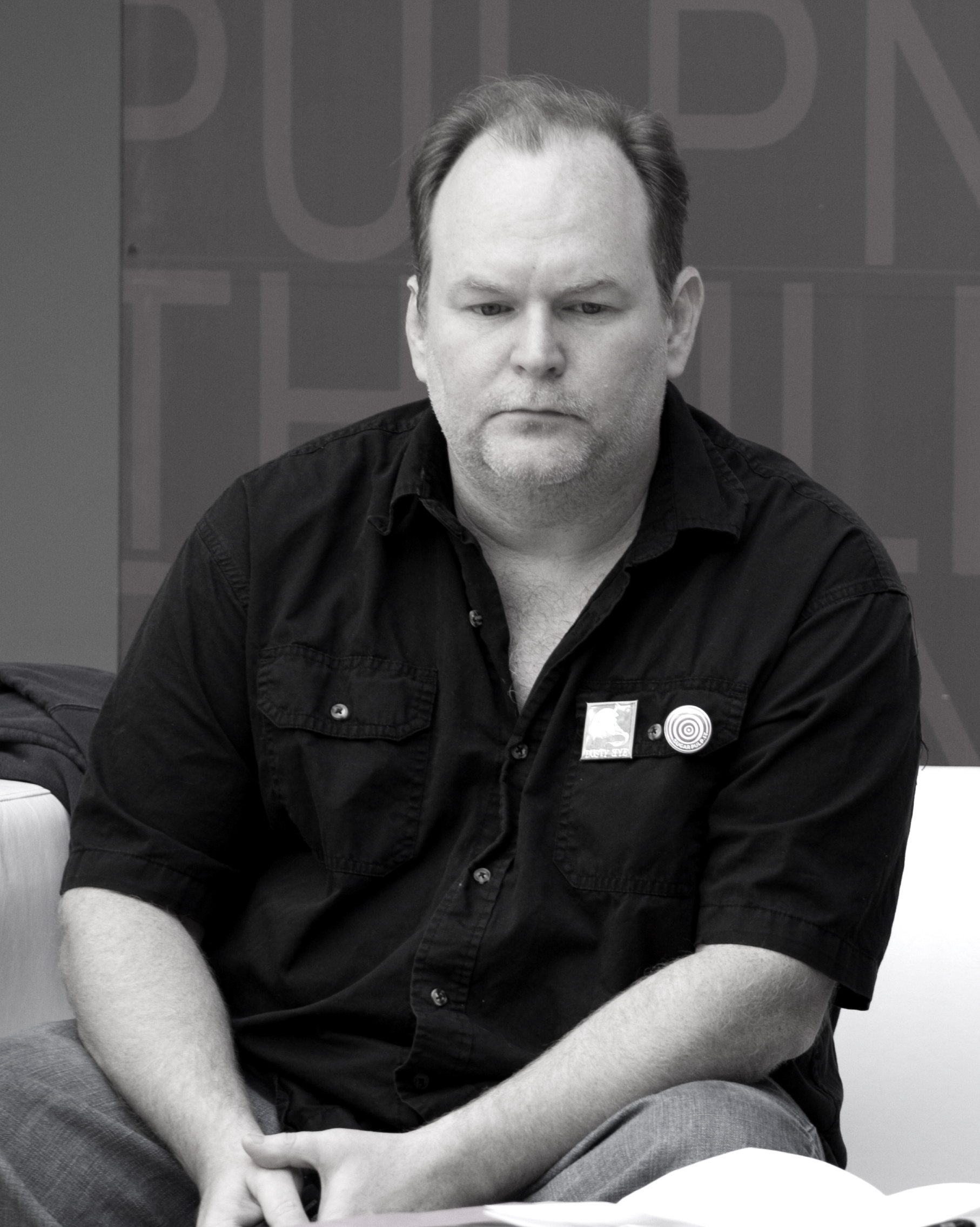
Victor Gischler, ottobre 2011

Il romanzo d'esordio del 2001, La gabbia delle scimmie (Gun Monkeys), gli ha valso una candidatura al Premio Edgar, mentre per Sinfonia di Piombo (Shotgun Opera) è stato finalista dell'Anthony Award.

## Opere
- 2001 - La gabbia delle scimmie (Gun Monkeys), Meridiano Zero (ISBN 9788882371661)
- 2001 - Salutami Satana (To the Devil, My Regards), romanzo breve in collaborazione con Anthony Neil Smith, Edizioni BD (ISBN 9788866346043)
- 2005 - Anche i poeti uccidono (The Pistol Poets), Meridiano Zero (ISBN 9788882371845)
- 2005 - Il gioco del suicidio (Suicide Squeeze), Edizioni BD (ISBN 9788866347842)
- 2006 - Sinfonia di piombo (Shotgun Opera), Edizioni BD (ISBN 9788866346005)
- 2008 - Black City. C'era una volta la fine del mondo (Go-Go Girls of the Apocalypse), Newton Compton (ISBN 9788854124363)
- 2009 - Vampire A Go Go
- 2010 - Notte di sangue a Coyote Crossing (The Deputy), Meridiano Zero (ISBN 9788882372330)

## Fumetti
- 2008 - Punisher Max: Il libro nero (Little Black Book), 100% Marvel n. 17 (ISBN 9788863469318)
- 2009 - Punisher Max: Benvenuti nel bayou (Welcome to the Bayou), 100% Marvel n. 16 (ISBN 9788863468045)
- 2009 - Deadpool: In viaggio con la testa (Merc witha a Mouth), 100% Marvel 2 volumi (ISBN 9788863468397 - ISBN 9788863468830)
- Spike. Un posto oscuro

## Filmografia
- 2012 - Pulp Boy (progetto in post-produzione) - sceneggiatura